# Loutrochori
Loutrochori of Bania (Grieks: Λουτροχώρι of Μπάνια; Pontisch: Λουτροχώρ) is een dorp in de deelgemeente (dimotiki enotita) Skydra van de fusiegemeente (dimos) Skydra, in de Griekse bestuurlijke regio (periferia) Centraal-Macedonië.

## Geografie
Loutrochori heeft een oppervlakte van 7,506 km² en ligt in de regio Macedonië (77 km noordwesten Thessaloniki) in Noord-Griekenland. Het dorp telt ongeveer 466 inwoners en ligt tussen de regio's Pella en Imathia.

## Geschiedenis
Loutrochori heeft een rijke geschiedenis. De meeste inwoners zijn vluchtelingen uit Pontus in het noorden van Anatolië en het Pontisch (een oud Grieks dialect) is hun eerste taal.

## Historische populatie

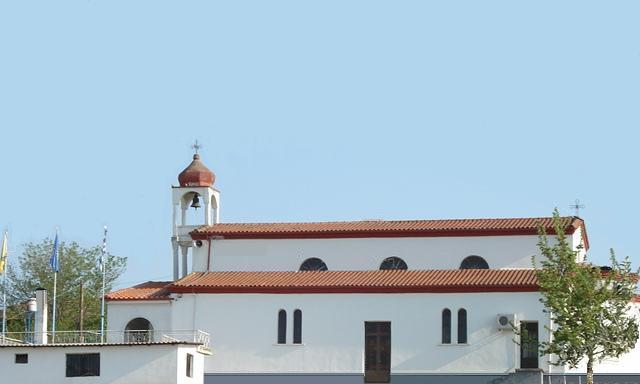
De Basiliek van het Allerheiligste kerk in Loutrochori

| Bevolkingsontwikkeling (Statistiek, 1912/13 - 2001 en 2007) |                  |       |          |                     |
| Jaar                                                        | Bevolkingsaantal | +/-   | %        | Bevolkingsdichtheid |
| 1912/13                                                     | ---              | ---   | ---      | ---                 |
| 1920                                                        | ---              | ---   | ---      | ---                 |
| 1928                                                        | 115              | ---   | ---      | 15 /km²             |
| 1940                                                        | ---              | ---   | ---      | ---                 |
| 1951                                                        | 367              | ---   | ---      | 49 /km²             |
| 1961                                                        | 435              | + 68  | + 18.53% | 58 /km²             |
| 1971                                                        | 391              | - 44  | - 10.12% | 52 /km²             |
| 1981                                                        | 772              | + 381 | + 97.44% | 103 /km²            |
| 1991                                                        | 483              | - 289 | - 37.43% | 64 /km²             |
| 2001                                                        | 466              | - 17  | - 3.52%  | 62 /km²             |
| 2007 (est.)                                                 | 445 *            | - 21  | - 4.51 % | 59 /km²             |
| * Grieken: Macedoniërs i Pontiërs.                          |                  |       |          |                     |

## Klimaat
Loutrochori heeft een mediterraan klimaat. Dat betekent lange zomers en milde winters.
| Weer in Loutrochori                        |         |         |         |         |          |          |          |          |         |         |         |         |                    |
| Maand                                      | Jan     | Feb     | Mar     | Apr     | Mei      | Jun      | Jul      | Aug      | Sep     | Okt     | Nov     | Dec     | Jaar               |
| Maximumtemperatuur °C (°F)                 | 7 (44)  | 9 (48)  | 14 (57) | 18 (64) | 24 (75)  | 29 (84)  | 31 (88)  | 32 (90)  | 27 (81) | 22 (71) | 14 (55) | 8 (46)  | 19,5 (67)          |
| Minimumtemperatuur °C (°F)                 | 1 (34)  | 3 (37)  | 6 (43)  | 8 (47)  | 12 (54)  | 17 (62)  | 19 (66)  | 18 (64)  | 15 (59) | 12 (54) | 6 (43)  | 3 (37)  | 10 (50)            |
| Regen (mm)                                 | 43      | 51      | 45      | 35      | 41       | 28       | 27       | 23       | 34      | 39      | 51      | 53      | 470 (39,2 / maand) |
| Record temperatuur °C (°F)                 | 19 (66) | 22 (72) | 26 (79) | 32 (90) | 38 (100) | 40 (104) | 41 (106) | 42 (108) | 34 (93) | 31 (88) | 25 (77) | 22 (72) | 31 (88)            |
| Source: Fallingrain, Freemeteo en Multimap |         |         |         |         |          |          |          |          |         |         |         |         |                    |